# La campana del convento
La campana del convento (Thunder on the Hill) è un film del 1951 diretto da Douglas Sirk.

## Trama
Inghilterra occidentale. L'area di Fen, affacciata sul Mare del Nord nella contea di Norfolk, viene colpita da una pioggia torrenziale che ha inondato le strade circostanti, costringendo gli abitanti della zona a cercare rifugio nel convento delle suore in cima a una collina. Anche il sergente Melling, ufficiale di polizia, che sta scortando con altri la condannata a morte Valerie Carns, è costretto a rifugiarcisi con la donna, obbligata a una deviazione momentanea nel viaggio che la porterà al patibolo in un altro penitenziario il giorno seguente
.
Suor Mary Bonaventura, responsabile del reparto ospedaliero del convento, ancora turbata dal recente suicidio della sorella, avverte dentro di sè la profonda convinzione che Valerie non sia colpevole per la morte del fratello Jason, un pianista morto avvelenato da un'overdose fatale della medicina per l'insonnia che assumeva. La giovane donna si proclama innocente ma la pubblica opinione è colpevolista. Il dottor Jeffreys è a capo dell'ospedale del convento, ma è stato anche il medico che aveva in cura Jason, ammalato per lungo tempo, e testimone al processo. Una fotografia di Jason, apparsa su un quotidiano, agita chiaramente Isabel Jeffreys, la moglie del dottore, e scatena la rabbia del marito.
Solo suor Mary, che ha da poco preso i voti, cerca in qualche modo di entrare in confidenza con la ragazza per alleviarne la sofferenza. Suor Maria si appassiona istantaneamente al suo caso, fino a spingersi a rintracciare a Norridge il fidanzato di Valerie, Sidney Kingham, che dovrebbe portare conforto alla donna. Invece, egli, tuttora amareggiato, ma anche dubbioso sulla reale innocenza dell'amata, si fa convincere con fatica ad andare al convento. Ancora non paga, la suora dà inizio a un'indagine personale cercando gli indizi che possano provare l'innocenza della rea. Anche quando la madre superiora, contraria alle ingerenze di suor Mary, le ingiunge categoricamente di non intervenire nella faccenda. Viene aiutata da Willie, un povero ritardato mentale, che custodisce senza averla letta una lettera d'amore scritta dall'ignota amante di Jason, e che le racconta il comportamento sadico e violento del defunto. Nonostante la Madre Superiora le ordini di bruciare la lettera, la suora riesce a scoprire che il vero colpevole è il dottor Jeffreys, la cui moglie Isabel aveva una relazione con la vittima, e che gli amanti stavano progettando un futuro assieme. Somministrandogli una dose letale di compresse, Jeffeys aveva eliminato un rivale, pericoloso perché ormai in via di guarigione.
Coraggiosamente, Suor Maria affronta direttamente il medico che, vistosi scoperto, e avendo già somministrato un potente sedativo alla moglie per sopprimerla, la attira con una bugia in cima al campanile del villaggio. Tenta di farla precipitare dall'alto, ma la suora si aggrappa con forza alla campana, che comincia a suonare e richiama l'attenzione degli abitanti. Il fidanzato di Valerie, avvertito dall'ancora intontita Isabel, corre in aiuto della donna sul campanile e vince la lotta contro il dottore, mettendo in salvo la suora. Il colpevole viene assicurato alla giustizia e Valerie può finalmente uscire dall'incubo, avendo salva la vita. La provvida deviazione al convento, originata dalle piogge, sembra così rientrare in un disegno della Provvidenza divina, conclude Suor Mary.

## Produzione
Il progetto prende origine da un lavoro teatrale di Charlotte Hastings intitolato Bonaventure, che doveva essere realizzato da Robert Siodmak con attori del calibro di Joan Fontaine e Burt Lancaster. Il regista Douglas Sirk, appena tornato negli Stati Uniti dopo una breve pausa in Germania, sottoscrive un contratto di sette anni con la Universal, a patto di ottenere un maggior rispetto dell'autonomia dell'autore e di poter realizzare almeno un film di serie A, ed eredita questo copione potenziandone l'origine teatrale e le atmosfere claustrofobiche, grazie anche alla fotografia di William Daniels, reso celebre dai film girati con Greta Garbo. Il film è il primo dei quattro film che Sirk gira nel 1951, appena prima della scoperta di uno dei suoi attori preferiti, Rock Hudson.